# Corpus Inscriptionum Graecarum
Das Corpus Inscriptionum Graecarum (abgekürzt CIG) ist eine Sammlung aller zum Zeitpunkt seiner Erstellung in der ersten Hälfte des 19. Jahrhunderts bekannten antiken griechischen Inschriften.
1815 begann auf Betreiben vor allem August Böckhs und Barthold Georg Niebuhrs die Preußische Akademie der Wissenschaften in Berlin mit dem Projekt einer umfassenden Publikation aller bekannten antiken Inschriften. Den Anfang sollte ein Corpus der griechischen Inschriften bilden, dessen Leitung Böckh übernahm, der von Niebuhr, Friedrich Schleiermacher, Philipp Buttmann und Immanuel Bekker unterstützt wurde. Die Bearbeitung dauerte weit länger als ursprünglich geplant. Die erste Lieferung erschien 1825, der erste vollständige Band 1828. Ein zweiter von Böckh bearbeiteter Band folgte 1843. Die weiteren Bände (Band 3, 1853 und Band 4, 1859) wurden von Johannes Franz beziehungsweise Ernst Curtius und Adolf Kirchhoff herausgegeben. 1877 folgte noch ein Indexband von Hermann Röhl.
Im Gegensatz zu früheren Inschriftencorpora, die meist nach Inschriftengattungen geordnet waren, wurden die Inschriften im CIG in geographischer Ordnung abgedruckt. Wie bei den älteren Sammlungen waren die Inschriften im Regelfall nicht durch Autopsie überprüft, sondern nach älteren handschriftlichen Quellen oder Drucken wiedergegeben. Alle Kommentierungen erfolgten in Latein. Insgesamt enthält das CIG etwa 10.000 Inschriften.
Eine verstärkte Erforschung der Mittelmeerländer führte im 19. Jahrhundert zu einem starken Anwachsen der Zahl der bekannten Inschriften; anstelle von möglichen Supplementbänden begann die Preußische Akademie 1868 mit einer völligen Neubearbeitung zunächst der attischen Inschriften, aus der die Inscriptiones Graecae hervorgingen, die wie das zwischenzeitlich begonnene Corpus der lateinischen Inschriften (Corpus Inscriptionum Latinarum) von vornherein das Autopsieprinzip anwendeten.
Das Corpus Inscriptionum Graecarum ist heute größtenteils veraltet, für einige Regionen aber noch nicht durch moderne Sammlungen ersetzt.